# Whitesboro (Oklahoma)
Whitesboro è una comunità non incorporata degli Stati Uniti d'America, situata nello stato dell'Oklahoma, nella contea di Le Flore.